# Бучневич, Павел Андреевич
Па́вел Андре́евич Бучне́вич (17 апреля 1995, Череповец, Россия) — российский хоккеист, крайний нападающий клуба Национальной хоккейной лиги «Сент-Луис Блюз». Воспитанник клуба «Северсталь», в системе которого выступал до 2015 года. В середине сезона 2015/16 перешёл в клуб Континентальной хоккейной лиги (КХЛ) СКА, став по итогам плей-офф бронзовым призёром лиги. Серебряный (2015) и бронзовый (2014) призёр молодёжных чемпионатов мира. Выступал за сборную России на чемпионате мира 2018.

## Карьера
Павел Бучневич тренировался в Череповецкой детской хоккейной школе под руководством Кочина Владимира Анатольевича. Продолжил свою профессиональную карьеру в 2011 году в составе череповецкого клуба Молодёжной хоккейной лиги «Алмаз». В своём дебютном сезоне Павел был самым молодым игроком в составе «Алмаза», тем не менее, он сумел стать третьим бомбардиром команды, в 55 проведённых матчах набрав 51 (19+32) очко, заслужив звание лучшего хоккеиста клуба по итогам опроса болельщиков.
26 мая 2012 года на драфте КХЛ Бучневич был выбран в 1-м раунде под общим 25-м номером родной череповецкой «Северсталью». Спустя месяц Павел подписал с череповчанами трёхлетний контракт. 5 сентября 2012 года в матче против казанского «Ак Барса» Бучневич дебютировал в Континентальной хоккейной лиге, проведя на площадке три с половиной минуты. 22 сентября в игре с хабаровским «Амуром» Павел набрал своё первое очко в КХЛ, сделав результативную передачу.
20 декабря 2015 года, в обмен на денежную компенсацию, Бучневич перешёл в петербургский СКА, с которым дошёл до полуфинала Кубка Гагарина.
13 мая 2016 года подписал трёхлетний контракт новичка с «Нью-Йорк Рейнджерс». Первый гол в НХЛ забросил 5 ноября в своем 7 матче против «Бостон Брюинз» (5:2). После этого забивал ещё в 3 матчах подряд.
В следующем сезоне с 43 очками стал 4-м бомбардиром команды после Цуккарелло (53), Зибанежада (47) и Хейза (44), но «Рейнджерс» не смогли пробиться в плей-офф.
17 апреля 2021 года Павел оформил свой первый хет-трик в НХЛ, став первым игроком в истории «Рейнджерс» сделавшим это в свой день рождения.
23 июля 2021 года как ограниченно свободный агент был обменян в «Сент-Луис Блюз». Через несколько дней подписал контракт с «Блюз» на 4 года на сумму 23,2 млн долларов. В сезоне 2021/22 набрал 76 очков (30+46) в 73 матчах. В плей-офф набрал 11 очков (1+10) в 12 матчах. В сезоне 2022/23 вновь был одним из лидеров «Блюз» и набрал 67 очков (26+41) в 63 матчах. 15 марта 2023 года сделал свой второй хет-трик в НХЛ в ворота «Миннесоты» (5:8)
11 ноября 2023 года сделал хет-трик в ворота «Эвеланш» (8:2), дважды забросив в меньшинстве. В этом же матче хет-трик сделал и Брэйден Шенн. 11 марта 2024 года сыграл свой 500-й матч в НХЛ.
В сезоне 2024/25 набрал 57 очков (20+37) в 76 матчах при показателе полезности +10. 24 апреля 2025 года набрал 4 очка (3+1) в третьем матче первого раунда Кубка Стэнли против «Виннипега» (7:2). Первые две шайбы забросил уже к 4-й минуте матча, это самый ранний дубль игрока «Сент-Луиса» в плей-офф в XXI веке. Это был пятый хет-трик Бучневича в НХЛ и первый в матчах плей-офф.

## Семья
Отец Павла Андрей был профессиональным футболистом, выступая, в частности, за петербургский «Локомотив», вологодское «Динамо» и череповецкую «Северсталь». Мать Павла — Разумова Елена Анатольевна — мастер спорта СССР по лыжным гонкам, участница Спартакиад СССР.

## Статистика
| Легенда | Легенда                    | Легенда | Легенда                   | Легенда | Легенда    |
| ------- | -------------------------- | ------- | ------------------------- | ------- | ---------- |
| И       | Количество проведённых игр | Штр     | Штрафное время            | +/−     | Плюс-минус |
| Г       | Голы                       | П       | Голевые передачи          | О       | Очки       |
| -       | Статистика неизвестна      | —       | Статистика не учитывалась |         |            |

### Клубная карьера
- a В «Плей-офф» учитывается статистика игрока в Кубке Надежды.

## Достижения
| Год  | Команда       | Достижение                                    | Достижение |
| ---- | ------------- | --------------------------------------------- | ---------- |
| 2014 | Россия (мол.) | Бронзовый призёр молодёжного чемпионата мира  |            |
| 2015 | Россия (мол.) | Серебряный призёр молодёжного чемпионата мира |            |
| 2016 | СКА           | Бронзовый призёр чемпионата России / КХЛ      |            |

| Год  | Команда         | Достижение                                  | Достижение |
| ---- | --------------- | ------------------------------------------- | ---------- |
| 2012 | Алмаз           | Участник Матча молодых звёзд МХЛ            |            |
| 2013 | Россия (юниор.) | Лучший ассистент юниорского чемпионата мира |            |